# Ibis (журнал)
Ibis (підтитул: International Journal of Avian Science) — рецензований науковий журнал, видається Британським Орнітологічним Союзом з 1859 р. Серед тем, що висвітлюються у статтях — екологія, охорона, поведінка, палеонтологія і таксономія птахів. Відповідальний редактор журналу Paul F. Donald.
Як у друкованому, так і у цифровому форматі журнал видається Wiley-Blackwell. Окремі томи доступні в Інтернеті безкоштовно для інституцій, що використовують систему OARE (Online Access to Research in the Environment). 
Перший номер вийшов друком у січні 1859 р., передмову до всього тому (охоплював номери I, II, II i IV з 1859) написав Філіп Склейтер.

## Ресурси Інтернету
- Номери журналу до 1922 р. включно доступні без оплати у Biodiversity Heritage Library [Архівовано 1 березня 2017 у Wayback Machine.]